# Seeläsgen
Seeläsgen (inna nazwa: Przełazy) – meteoryt żelazny należący do oktaedrytów IA znaleziony w miejscowości Przełazy w Polsce.
Bryła meteorytu ważąca około 102 kg została przypadkowo odkopana w trakcie prac melioracyjnych na łące przez rolnika z Przełazów. Bryła żelaza została sprzedana kowalowi w Sulechowie, gdzie w 1847 roku natknął się na nią pewien mechanik. Kiedy okazało się, że odcięta próbka pochodzi z meteorytu, został on przewieziony do Wrocławia. Odkrycie meteorytu Seeläsgen nastąpiło kilka miesięcy po spadku meteorytu Braunau, w którym zostały zidentyfikowane linie Neumanna występujące również w meteorycie Seeläsgen. Meteoryt Seeläsgen ma typową budowę dla przedstawicieli grupy IA oktaedrytów. Posiada liczne wrosty troilitu, schreibersytu oraz grafitu. W znanych fragmentach meteorytu jedynie cohenit występuje w nietypowo małych ilościach. Przypuszcza się, że meteoryty Morasko i Seeläsgen mogą pochodzić z jednego spadku. Obecnie w Polsce meteoryt Seeläsgen znajduje się w zbiorach: Muzeum Mineralogiczne we Wrocławiu, Olsztyńskim Planetarium, Muzeum Ziemi PAN w Warszawie i Muzeum Geologicznego Uniwersytetu Jagiellońskiego w Krakowie.